# Protostrongylus pulmonalis
Protostrongylus pulmonalis är en rundmaskart. Protostrongylus pulmonalis ingår i släktet Protostrongylus, och familjen Protostrongylidae. Arten är reproducerande i Sverige.